# 沪新线
沪新线，即沪杭铁路内环线，是上海一条已经拆除的铁路。另有从上海西站到长宁站的西长线，本文一并介绍。

## 概览

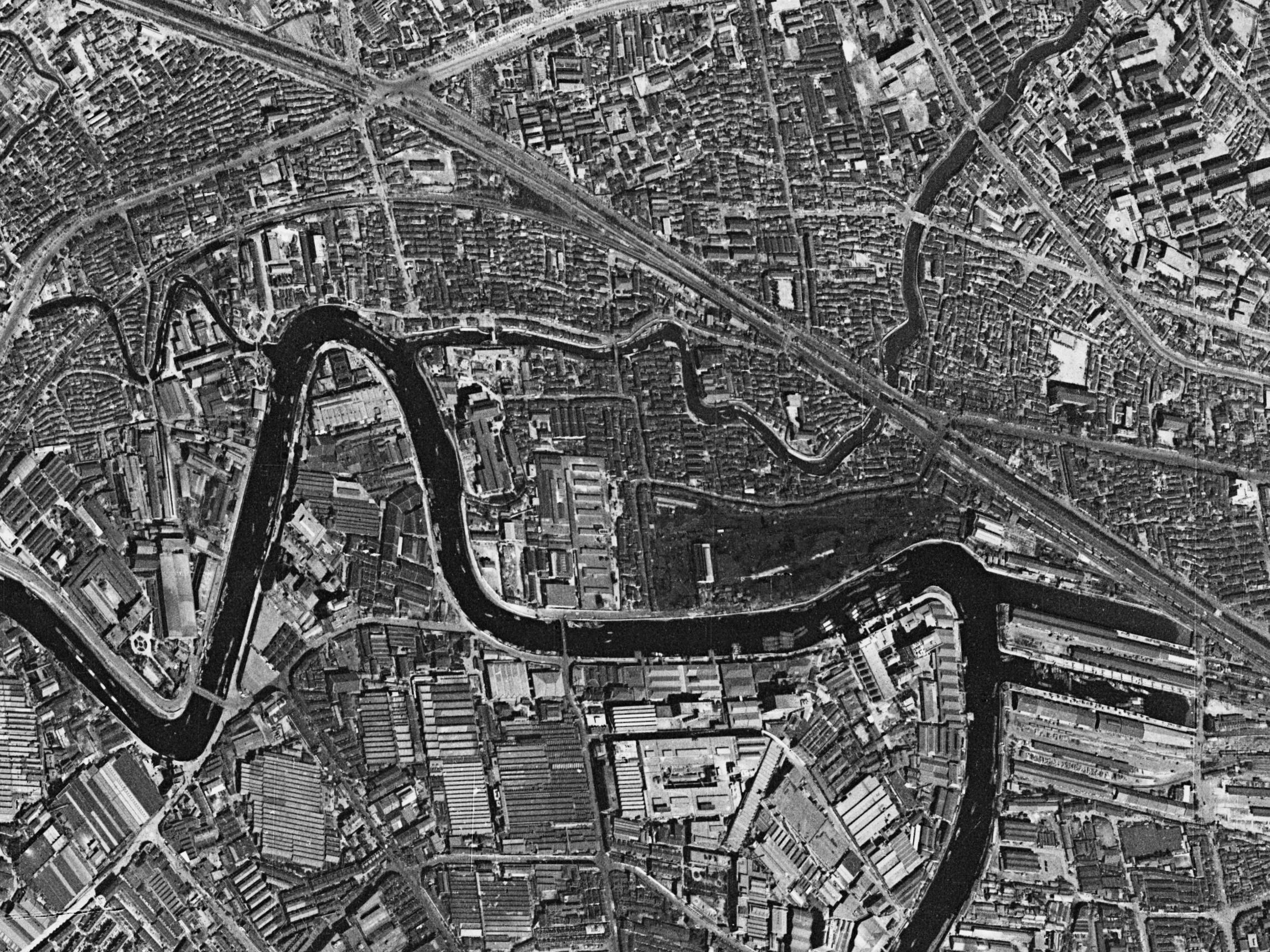
原沪杭铁路在出上海东货站、跨彭越浦后从沪宁铁路分出，并绕开苏州河两湾一宅区域（1966年）

沪新线为沪杭、沪宁两条铁路之间接轨线，最初为沪杭线的一段。民国3年，线路开始勘测，选线时有3个方案：一为架空方案，由上海北站向南跨英、美、法租界至上海县城西门外和沪杭铁路接轨；二为从沪宁铁路上的叉袋角（后为上海东站）起，紧绕租界边缘至沪杭铁路接轨；三为由沪宁铁路的真如车站起，向南跨苏州河经梵皇渡、徐家汇至日晖港与沪杭铁路接轨。经比较认为：一方案线路短而直，但涉及建筑物甚多；二方案洋籍土地多，造价太贵；三方案造价最低，但所经地区甚为偏僻。几经斟酌，决定取第二、第三方案间沪宁铁路叉袋角站西端出岔，向西跨苏州河，经梵皇渡、徐家汇至沪杭铁路龙华站和梅家弄站间接轨，设龙华新站。全线于民国4年（1915年）3月开工兴建，民国5年（1916年）11月竣工，同年12月建成通车。沪杭线的起点站便由上海南站改为上海北站。在华中铁道时期改名为海杭线，后又改回。上世纪90年代，因铁路周围逐渐城市化，道口频繁启闭严重阻碍城市交通。遂将经过列车全部移往沪杭铁路外环线运行，便改名为沪新线。后该线路拆除，在铁路原址上建造上海轨道交通3号线。
西长线，即西长支线，原名真西支线，位于上海市区西部，原为沪宁、沪杭两线的内环联络线。自沪宁线上海西站（原真如站）至长宁站（原上海西站）东端，线路全长4.015公里。

## 车站
- 上海站→上海北站→上海铁路总站→上海北站→上海站→客技站
- 麦根路货栈→上海东站（1978年撤销）/上海站（1987年重建）
- 梵皇渡站→上海西站→长宁站
- 徐家汇站
- 新龙华站

## 沿革
- 1915年3月 沪杭、沪宁接轨线开工修建
- 1916年12月4日 全线建成通车[3]
- 1919年 增设徐家汇站[4]
- 1932年1月31日 一二八事变爆发，全线停运
- 1932年6月1日 全线恢复通车
- 1935年 梵皇渡站改名为上海西站
- 1937年8月28日 上海站—上海西站（即长宁站）停运，军车可通行[5]
- 1937年9月13日 上海站—上海西站军车亦停运
- 1937年12月8日 全线再次恢复通车
- 1943年5月1日 真西支线建成通车
- 1948年 真西支线被国民党军队挪用修建工事，线路大部分被废弃[6]
- 1949年9月24日 真西支线遭损坏后修复通车
- 1975年6月1日 长宁站—金山卫东站的市郊列车开通运行
- 1989年1月1日 上海西站改名为长宁站
- 1992年12月1日 真西支线延长至西站29号道岔，并改名为西长支线
- 1997年6月25日 零点起停运运营
- 1997年7月 开始拆除铁轨
- 2021年9月26日 西长支线南段原址上建设的百禧公园开放